# Владимир Мелников
Владимир Николаевич Мелников (на руски: Владимир Николаевич Мельников; на украински: Володимир Миколайович Мельников) е украински писател, композитор, поет, Заслужил работник в областта на изкуствата на Украйна.

## Биография
Владимир Мелников е роден на 14 септември 1951 в град Чернивци, Украйна. 
През 1974 г. завършва Висше въздухоплавателно противовъздушно военно училище за ракети в Минск (Факултет по радиотехника).
През 1982 г. завършва с отличие (златен медал) Военна академия по въздушна отбрана на Сухопътните войски в Киев (Факултет по инженерно управление).
През 1987 г. завършва Военна академия за противовъздушна отбрана на Сухопътните войски в Киев (завършва следдипломен курс и защитава дисертацията на кандидата за технически науки).
През 1969 – 1991 г. е служил във Въоръжените Сили на СССР (Московски военен окръг за противовъздушна отбрана, Наро-Фоминск 10; Северна група сили, Легница, Полша; Военен окръг Туркестан, Мари).
През 1991 г. получава воинско звание „Полковник“ и научното звание „Доцент“. Преди разпадането на СССР той е бил старши преподавател във Военна академия за противовъздушна отбрана на Сухопътните войски в Киев.
През 1992 – 1995 г. – служи в Центъра за проверка на Генералния щаб на Въоръжените Сили на Украйна.
През 1995 – 2001 г. е служил в Генералния военен инспекторат при Президента на Украйна, където преди ликвидацията на Инспектората е бил ръководител на инспекционния отдел за международно военно сътрудничество и спазването на международните договори за разоръжаване и контрол на въоръженията.
В края на 2001 г. той се оттегля от военната служба. Незабавно е продължил работата си в Президентската администрация на Украйна, където е заместник-началник на отдела в Главната дирекция за съдебна реформа, военни формирования и правоприлагащи органи.
През 2003 г. той е прехвърлен в Държавната администрация по въпросите на Президента на Украйна, където е бил до 2005 г. като началник на отдел „Икономическо развитие“.
През 2017 г. той е работил в кабинета на Сътрудника на писателите в Украйна.

## Неговите книги
- Учебник «Проектиране на математически алгоритми за функционирането на радиоелектронни устройства»  (1992) [3][4]
- «Druziam. Moim Tovarisham. To my friends» (2003)[5], поезия
- « Украинци - не папуасите» (2007) [6], проза и поезия
- « Безгранична съдба»[7][8]

```
(2014), раман
```

## Дейности на общността
- Изпълнителен секретар на Надзорния съвет на Националния президентски оркестър на Украйна [9]
- Заместник-председател на НПО „Землъчество“ Буковитинци в гр. Киев „Буковина“.

## Неговите художествени награди
- Победителят в наградата за изкуство на Държавната Гранична охрана на Украйна „Емералд Лира“ за първото място в номинацията „Музика“ (2004)
- Лауреат на фестивала на Националното радио на Украйна за думите на песента „Аз съм влюбен в Украйна“ (2013)
- Победител в открития национален конкурс за песни „Моята скъпа майка“ (2014)
- Диплома за създаване на цикъл на патриотични песни на Украински песен конкурс „Премиера на песента“ (2015)

## Държавни награди
- Медал За военна служба на Украйна (2000)
- Заслужил работник в областта на изкуствато на Украйна (2004)